# Донецька крайова організація Народного руху України

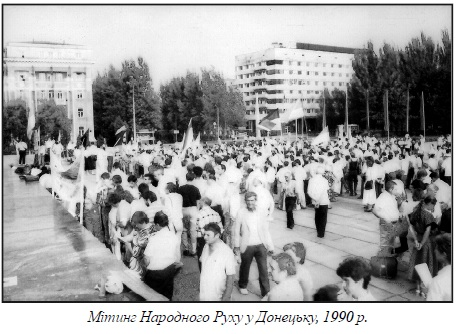

Донецька Крайова організація Народного Руху України

## Утворення і становлення

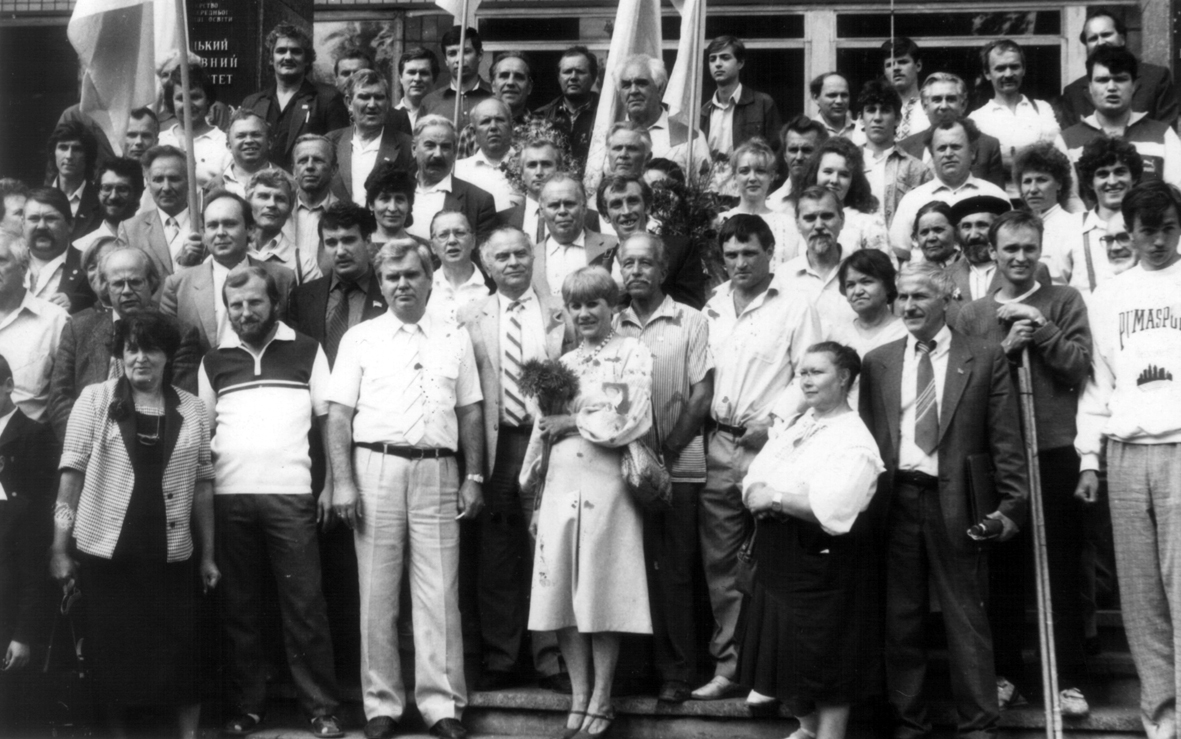
Донецьке обласне Товариство української мови - Донецький Народний РУХ. Активісти на сходинках Донецького університету.

Установчі збори Донецької Крайової організації Народного Руху України (ДКО НРУ) відбулися в одній з найбільших аудиторій фізичного факультету Донецького державного університету 20 серпня 1989 року. Це була одна з перших Крайових конференцій на Сході України. Присутніми були 109 делегатів від місцевих осередків НРУ Донецької області, які вже виникли на той час, громадсько-політичних організацій Донеччини. Окрім того, було декілька десятків гостей і представників різних державних і партійних організацій. Були гості з областей України, Народного фронту Білорусі. Голова Установчих зборів — гірничий інженер Володимир Білецький (на той час кандидат технічних наук, Донецький політехнічний інститут), секретар — інженер-хімік М. А. Тищенко (кандидат хімічних наук, Інститут фізико-органічної хімії та вуглехімії імені Л. М. Литвиненка НАН України).

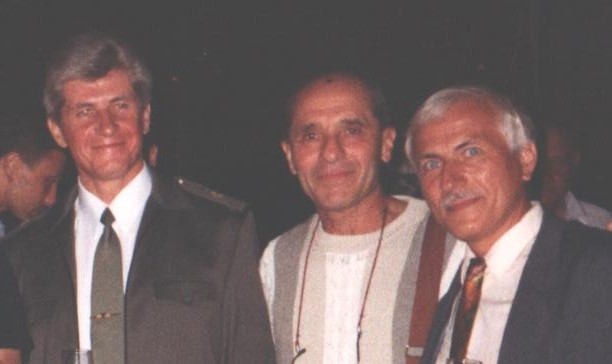
Члени Великої Ради Народного Руху України: Іван Білас, Олександр Бураковський, Володимир Білецький.

Виступали професор-економіст Галина Губерна (Донецьк), поетеса Галина Гордасевич (Донецьк), філософ Ігор Пасько (Донецьк), ряд інших науковців, шахтарів, громадських діячів, від опонентів РУХу — секретар Донецького міському КПУ Жанетта Пашнова.
До кінця 1989 року були створені міські осередки Народного Руху України в Донецьку, Димитровому, Горлівці, Єнакієвому, Красноармійську, Маріуполі, Білицькому.
Основою ДКО НРУ було раніше створене Донецьке обласне Товариство української мови ім. Т. Г. Шевченка, яке на той час вже нараховувало десятки осередків на теренах Донеччини і налічувало понад 1500 членів, але Народний Рух був представлений суттєво ширшою соціальною палітрою: крім науковців, службовців, письменників, — шахтарі, металурги, хіміки. Так, з 26 членів Димитрівської міської організації НРУ більшість становили шахтарі.
Представники ДКО НРУ Володимир Білецький, Ілля Шутов, Ігор Пасько входили до загальнонаціональної Великої Ради Руху.

## Профіль Донецької Крайової організації Народного Руху України
Разом із шахтарськими страйкомами Донецька Крайова організація Народного Руху України була найбільш яскравою громадсько-політичною силою Донецького регіону періоду «оксамитової революції» на початку 1990-х років. Не випадково саме донеччани активісти ДКО НРУ вперше підняли на Донбасі національне синьо-жовте знамено 16 липня 1991 року, в День Першої річниці проголошення Незалежності України, в знаковому для нас всіх місці — на Святих Горах, що над Сіверським Дінцем, а Регіональний представник Державного Штабу (Верховна Рада УРСР) по проведенню референдуму про незалежність України Ілля Шутов організував масове розкидування листівок про підтримку незалежності України літаками і геліокоптерами Донецького авіазагону над Донбасом.
У вересні 1993 року члени організації брали активну участь у протестах в м. Києві, саме тому член ДК НРУ Ілля Шутов очолював Штаб і став співголовою по проведенню переговорів про дострокову відставку Президента України Леоніда Кравчука і Уряду Леоніда Кучми (спільно з Левом Бірюком — керівником організаційного відділу Секретаріату НРУ, головою Хмельницької крайової організації РУХу (народним депутатом України 4—6 скликань) і Віктором Цимбалюком — головою Одеської крайової організації РУХу).
Внаслідок масових протестів, оголошення початку Всеукраїнського страйку і попередження про штурм всіх державних установ протестувальниками, Народні депутатати України і Президентом України Л. Кравчуком 24 вересня 1993 року Верховна Рада України ухвалили рішення про припинення повноважнь парламенту і Президента України та проведення дострокових виборів парламенту і Президента України.
Компартійна більшість зберегла Уряд Леоніда Кучми для «організації» виборів.
Кількість активістів Народного Руху України на Донеччині була відносно невеликою — близько 1000 осіб, але прихильників основних положень Програми Народного Руху, як показав Всеукраїнський референдум 1 грудня 1991 року, — понад 80 % населення Донеччини.

## Діяльність ДКО НРУ
Особливу увагу в пропагандистській роботі Рух приділяв «вихованню історією». У цьому плані найбільшими заходами Руху були: «Живий ланцюг» до дня Злуки ЗУНР та УНР (22 січня 1990 року), масовий виїзд на Нікопольщину та Запорі жжя до 500-ліття Запорозького козацтва (1-5 серпня 1990), масові заходи під Берестечком, Батурином, в Лубнах і Хотині — місцях відомих битв українського козацтва в обороні Вітчизни.
Основні акції в початковий період: Донецька Крайова організація Народного Руху України брала участь у всіх загальноукраїнських з'їздах НРУ, всіх загальнонаціональних акціях: Злуки, підтримки незалежносі Литви, святкуванні 500 -річчя Запорізького козацтва, непокори ДКНС (ГКЧП-рос):

### Акція Злуки УНР і ЗУНР

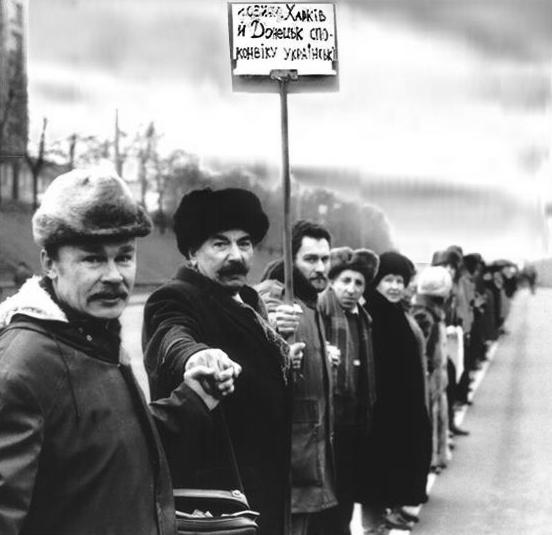
Донеччани у «Живому ланцюзі».

Акцію Злуки УНР і ЗУНР Донецька делегація проводила в Київі в районі Метро Берестейська. 1990-01-22

### Акція солідарності з народом Литви
11 березня 1990 року народ Литви проголосив незалежність країни. В Україні була створена громадська організація солідарності з народом Литви яка організовувала гуманітарну допомогу литовцям, які потерпали від блокади, організованої кремлівською владою.
Головою Донецького відділення Громадського об'єднання допомоги Литовській Республіці був обраний Ілля Шутов. Він і Микола Тищенко організували несанкціонований мітинг домоги Литовській Республіці 31.03.1990 в Донецьку на площі В.Лєніна.
Мітинг був заборонений владою УРСР, тому переріс у масові заворушення і походи РУХу центральними вулицями Донецька. Мітинг проводили перманенно то на площі, то біля пам'ятника Тарасу Шевченку. Відбувалось це впродовж декількох годин. Мітингарі з гаслами: «Волю Литві!», «За нашу і вашу свободу!» колоною переходили з місця на місце, зупиняючи транспорт.
По факту організації масових заворушень з прапорами Литви і України, організатори були притягнуті до адміністративної відповідальності.

### 500-ліття Запорозького козацтва. Світлини Донецької делегації

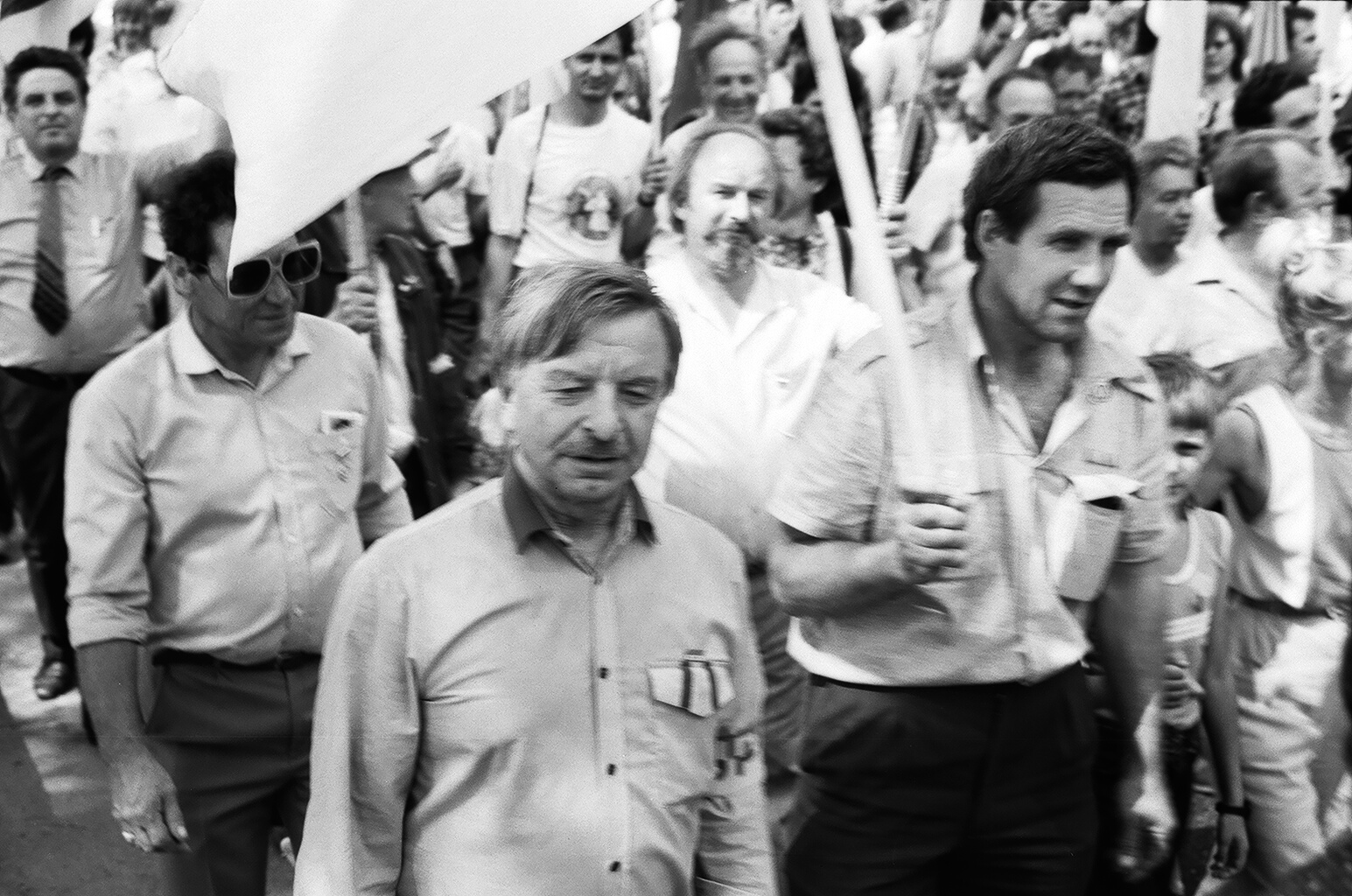
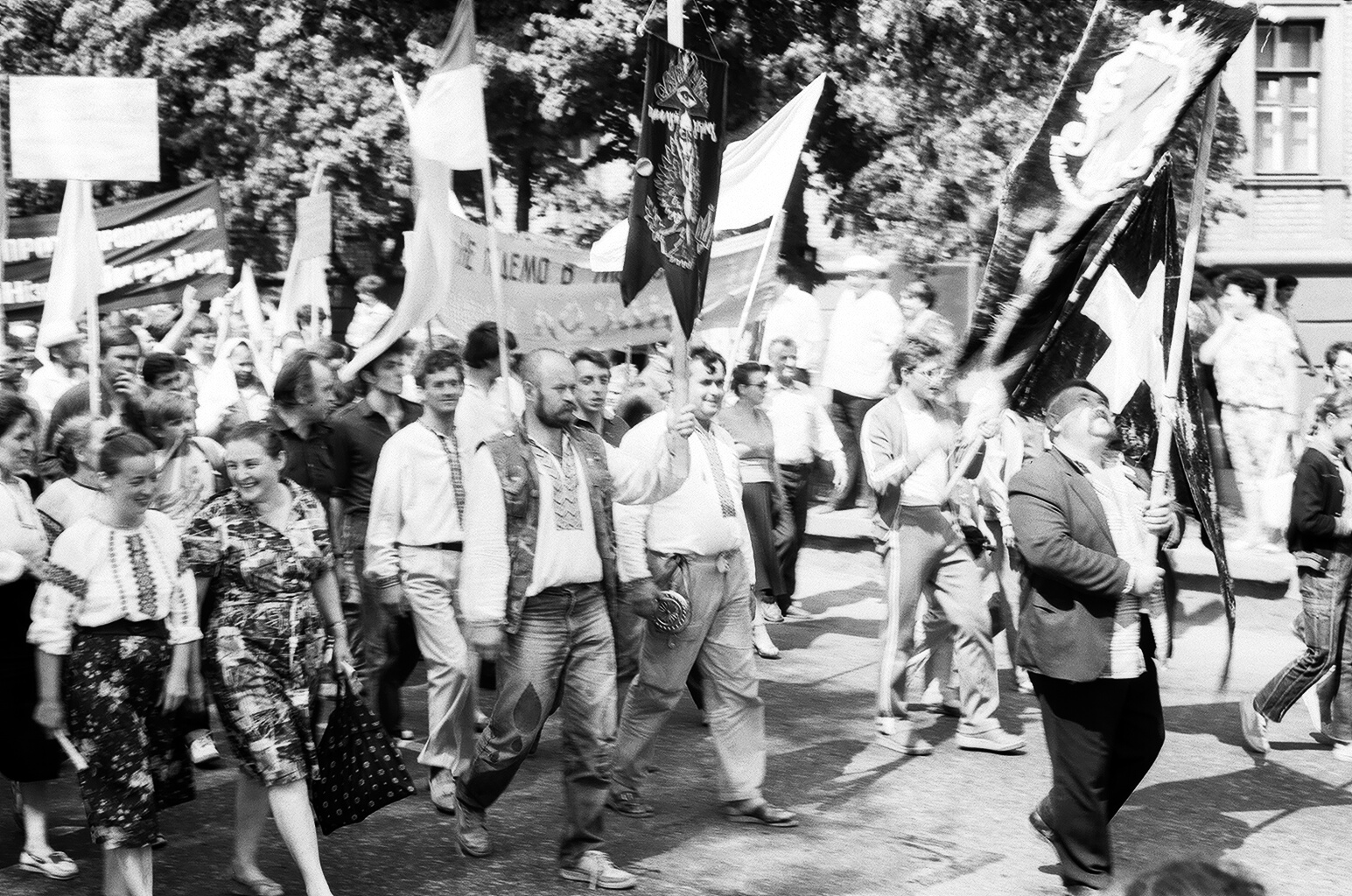
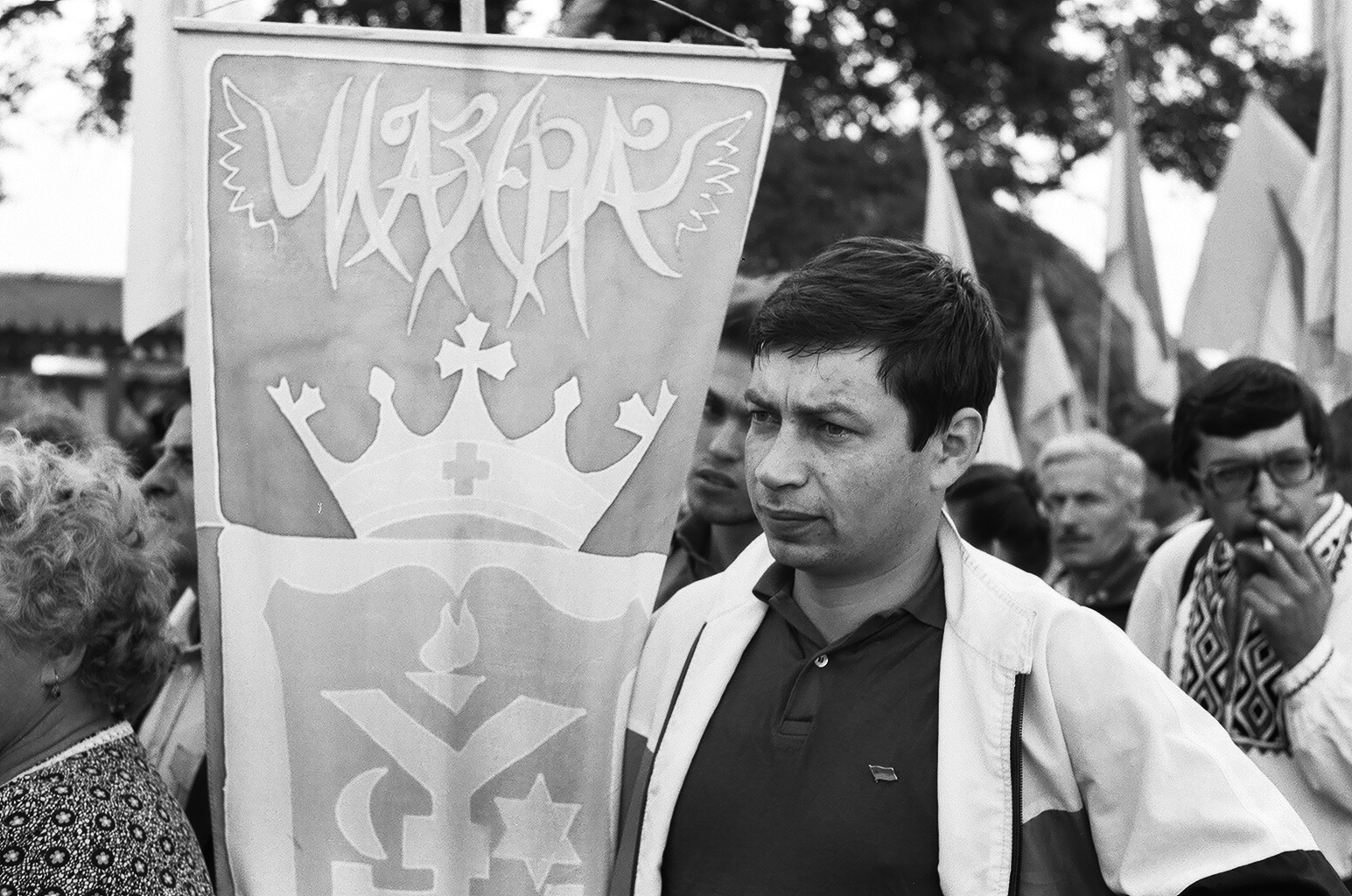
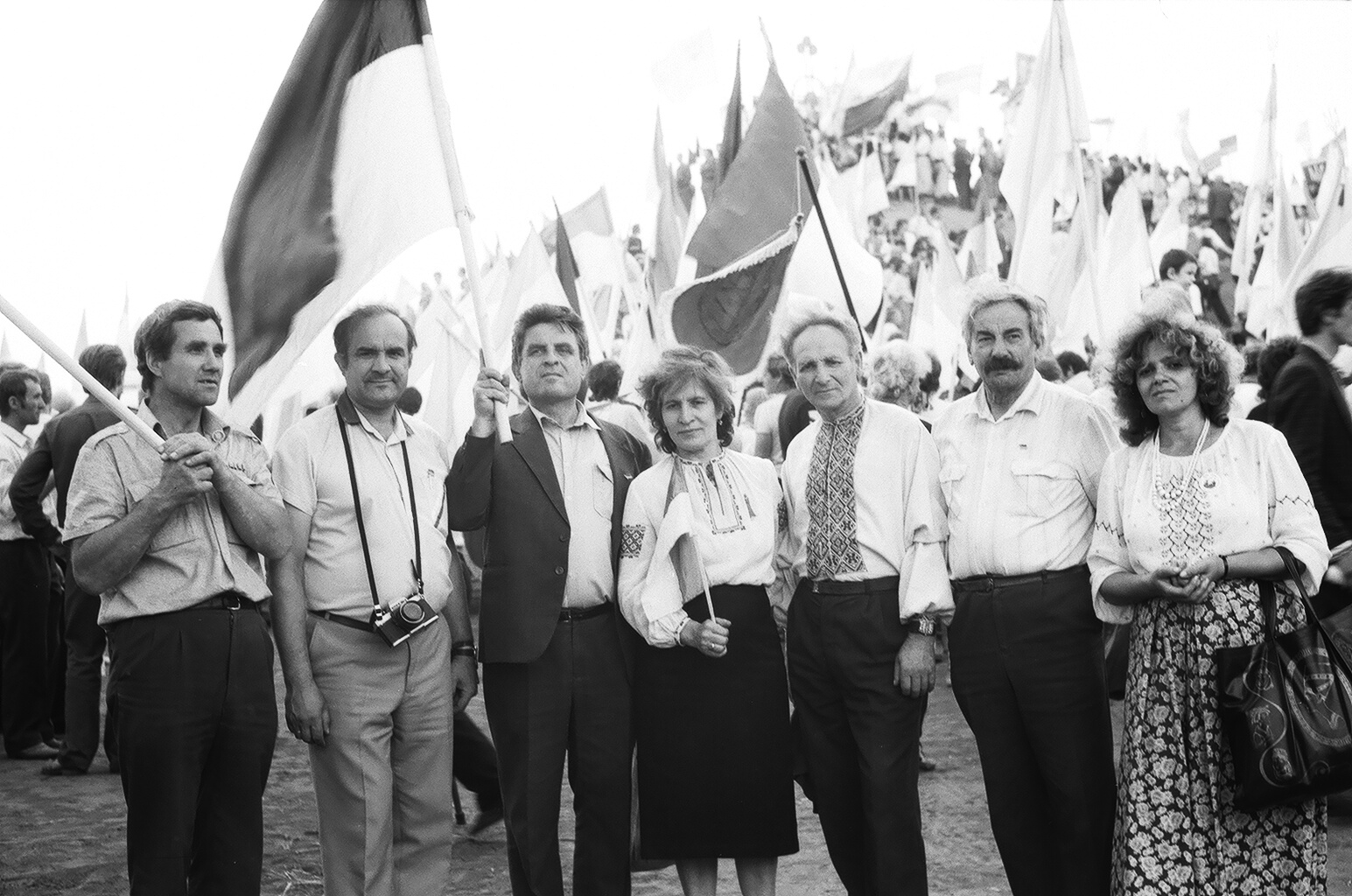
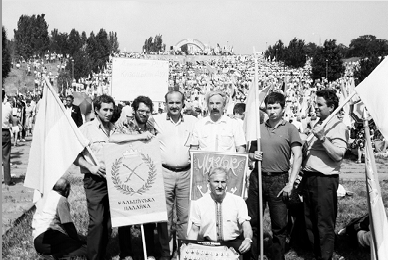

### Участь у виборах до рад різних рівнів
Ілля Шутов, Володимир Білецький, Валентина Тиха, Вадим Оліфіренко і Федір Олехнович були організаторами виборчої компанії кандидата в народні депутати СРСР (за списком КПРС) — поета і письменника Бориса Олійникана на Донеччині[джерело не вказане 2082 дні]. 5 березня 1989 року у Донецькому палаці «Юність» в рамках передвиборчої кампанії кандидата у Народні депутати СРСР відбулась, організована спільно з керівниками ДТУМ В. Тихою, В. Білецьким та активістами (Ф. Олехнович, В. Оліфіренко, В. Ребрик), зустріч відомого українського поета, всупереч волі обкому та міському КПУ, які оголосили Б. Олійника «українським націоналістом», Бориса Олійника з громадою (аудиторія донбасівців становила понад 1200 осіб.)[джерело не вказане 2082 дні].
На зустрічі вперше відкрито обговорювався і був масово підтриманий проект Програми Народного Руху України за перебудову, надрукований в «Літературній Україні» 16 лютого 1989 року. Кандидати в народні депутати Верховної Ради УРСР Володимир Білецький, Ілля Шутов та Ігор Пасько висунуті і підтримані у 1990 р. конференцією Донецької обласної філії Товариства української мови ім. Т. Г. Шевченка, донесли ідею незалежності України у всі трудові колективи м. Донецька.
РУХ — організатор виборчої кампанії кандидата в Президенти України Вячеслава Чорновола на Донеччині[джерело не вказане 2082 дні].

### Проти ДКНС (ГКЧП)
Під час спроби військового перевороту у Москві у серпні 1991 року ДКНС (рос. ГКЧП), КПУ зганьбила себе співпрацею з путчистами, а РУХ став єдиною політичною силою, яка вчинила організований спротив ДКНС.
Рухівці стали організаторами протистояння діям КПУ і ДКНС по узурпації влади, як у Києві, так і в регіонах України. В Києві та інших обласних центрах РУХ організував масові акції проти дій КПУ ДКНС, так у Донецьку активісти РУХу вже 19 серпня 1991 року організували пікетування Донецької міськради з вимогою визнання діяльності ДКНС (рос. ГКЧП) злочинною і антиконституційною.
Донецький РУХ організував Штаб спротиву ДКНС в Донецькій міськраді та 19 серпня зібрав позачергову сесію депутатів міської ради і наполіг на прийнятті рішення, яким дії ДКНС були засуджені. Рішення прийняте, дії ДКНС визнані неконституційними й окрім того, оприлюднене звернення до народу, Уряду і парламенту України з вимогою дотримуватись Декларації про незалежність України і конституційного ладу в Україні.

### Протидія відновлення злочинної КПУ
Поряд з історичними кроками в центрі (Києві) доленосні події за участі НРУ відбувалися і в окремих областях. Так, у Донецькій області, у м. Макіївка 06.03.1993 комуністи влаштували відновлювальний з'їзд компартії України. Донецька Крайова організація НРУ організувала пікетування цього з'їзду.

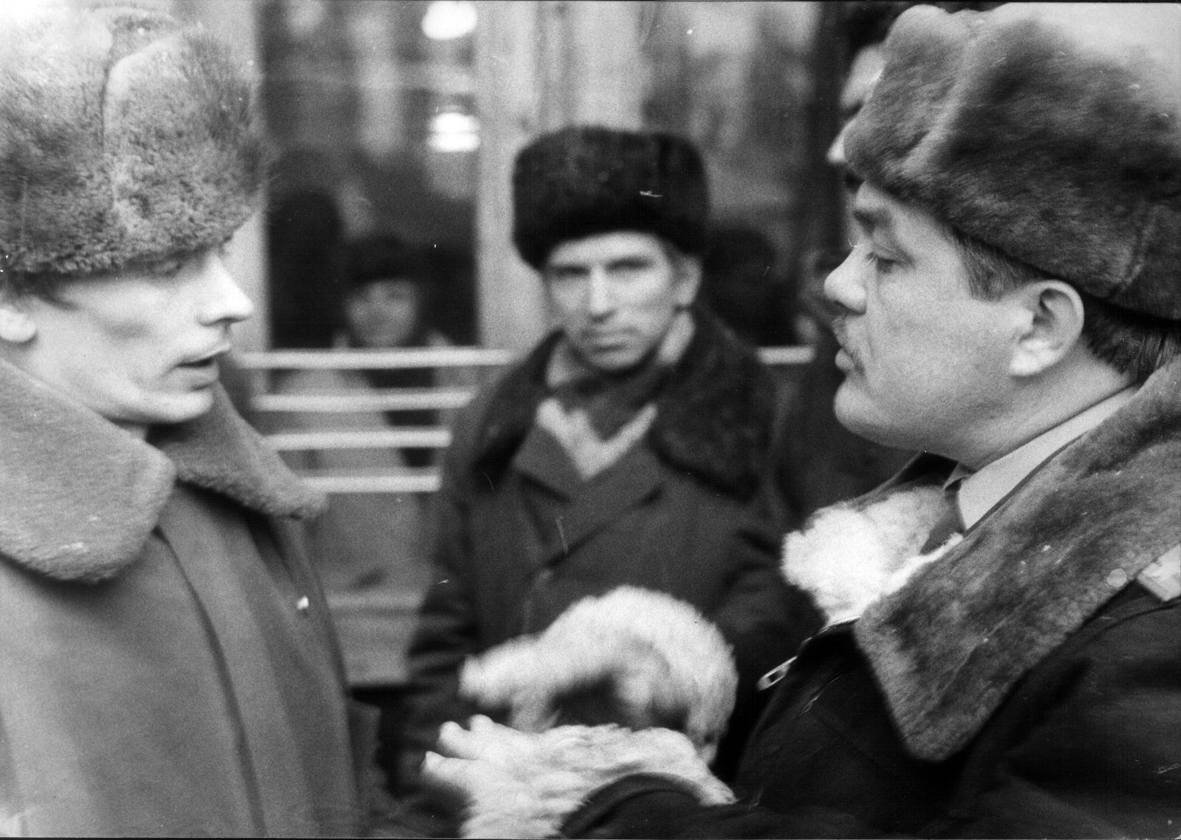
Члени Донецької КО НРУ у пікеті проти відновлення КПУ. Макіївка. 06.03.1993 р.

Активісти РУХу Ілля Шутов і Володимир Білецький 06.03.1993 — організатори пікетування і блокування незаконної відновлювальної конференції КПУ в Макіївці, яку охороняли кілька сотень міліціонерів і ОМОН.
Внаслідок цього заходу за організацію масових заворушень була порушена кримінальна справа, яка у суді перекваліфікована в адміністративну, й організатори були притягнуті до адміністративної відповідальності.

### Міжнародна діяльність
Попри те, що ДКО НРУ була тільки однією з крайових організацій Народного Руху, вона досить плідно розвинула міжнародну співпрацю. Декілька прикладів цієї діяльності:
- За активної участі члена Великої Ради Руху І. Я. Шутова на початку 90-х р. через західну українську діаспору вантажним літаком на Донеччину було переслано велику кількість шпитального обладнання (хірургія, спецліжка, медикаменти тощо). Все це було передано у лікарські установи Донеччини централізовано через облздраввідділ і через структуру місцевих організацій Народного Руху[джерело не вказане 2082 дні].
- Другий приклад — гуманітарна допомога бібліотекам області. За участі іншого члена Великої Ради Руху — В. С. Білецького Товариство приятелів України (Канада) передало понад 20 тис. книг і журналів у фонд Бібліотеки канадсько-українського центру Донецької обласної універсальної наукової бібліотеки[джерело не вказане 2082 дні]. Крім того, таку ж кількість «Біблій для дітей», випущених на кошти української діаспори через директора української гуманітарної організації «Думки про віру» Ярослава Шепелявця (Чикаго, США), було розповсюджено на Донеччині через структури ДонТУМ та Руху[джерело не вказане 2082 дні].
- За посередництвом лідерів ДКО НРУ і філадельфійської організації «Золотий Хрест» у спортивних таборах на «Оселі Ольжича» у Лігайтоні, що поблизу Нью-Йорка, відпочивали і вдосконалювали англійську 15 талановитих дітей з України[джерело не вказане 2082 дні].
- Газета «Східний часопис» заснована членами ДонТУМ, ДКО НРУ, у перший же рік існування була відзначена Фондом Івана Багряного[джерело не вказане 2082 дні].
- Ряд членів ДКО НРУ — керівники і виконавці міжнародних проектів для Донеччини з екології, розбудови громадянського суспільства, науки, освіти, культури, преси, кредитних спілок[джерело не вказане 2082 дні].

## Відомі члени ДКО НРУ

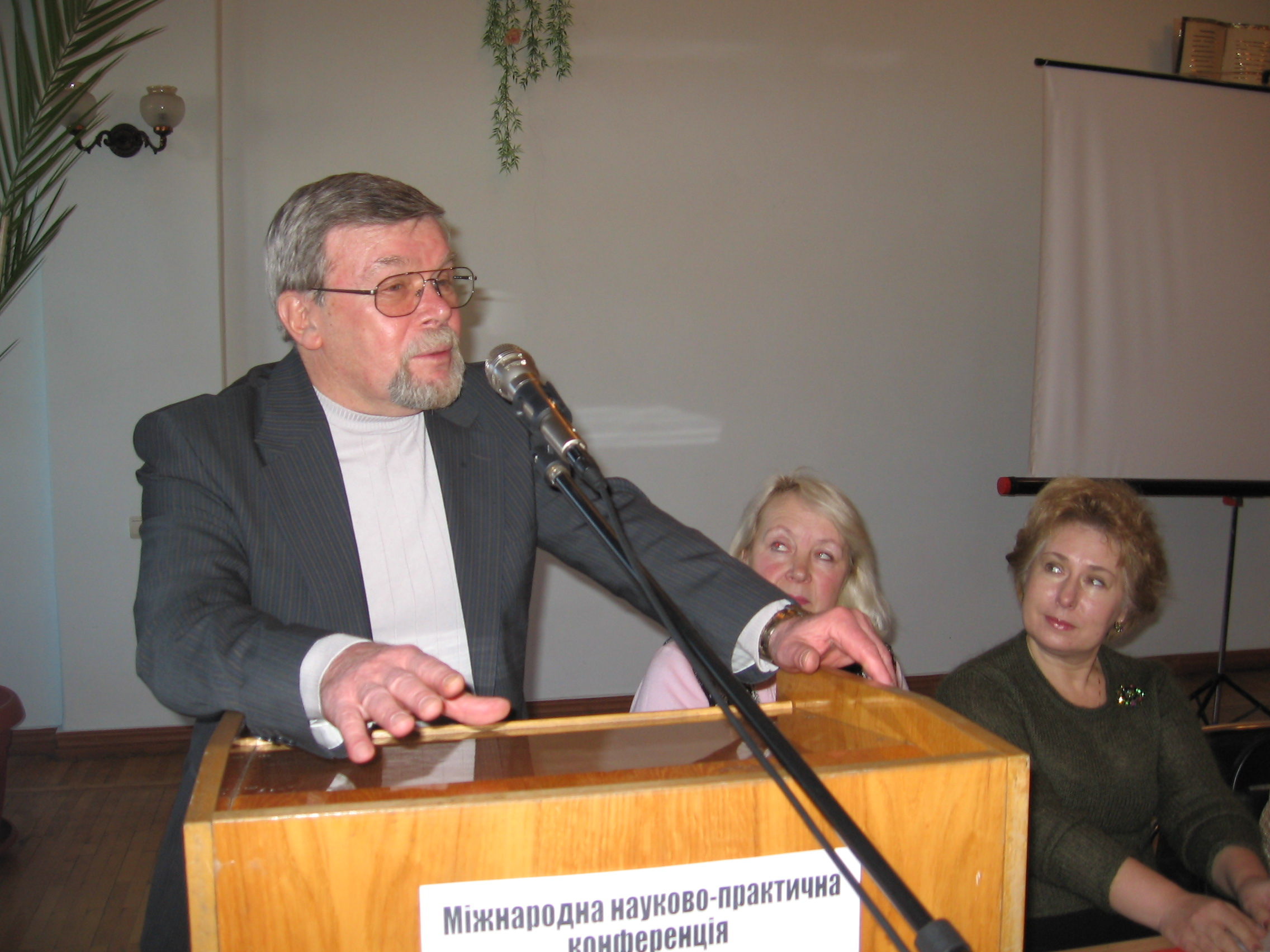
Пасько Ігор Трохимович — перший голова ДКО НРУ, професор філософії
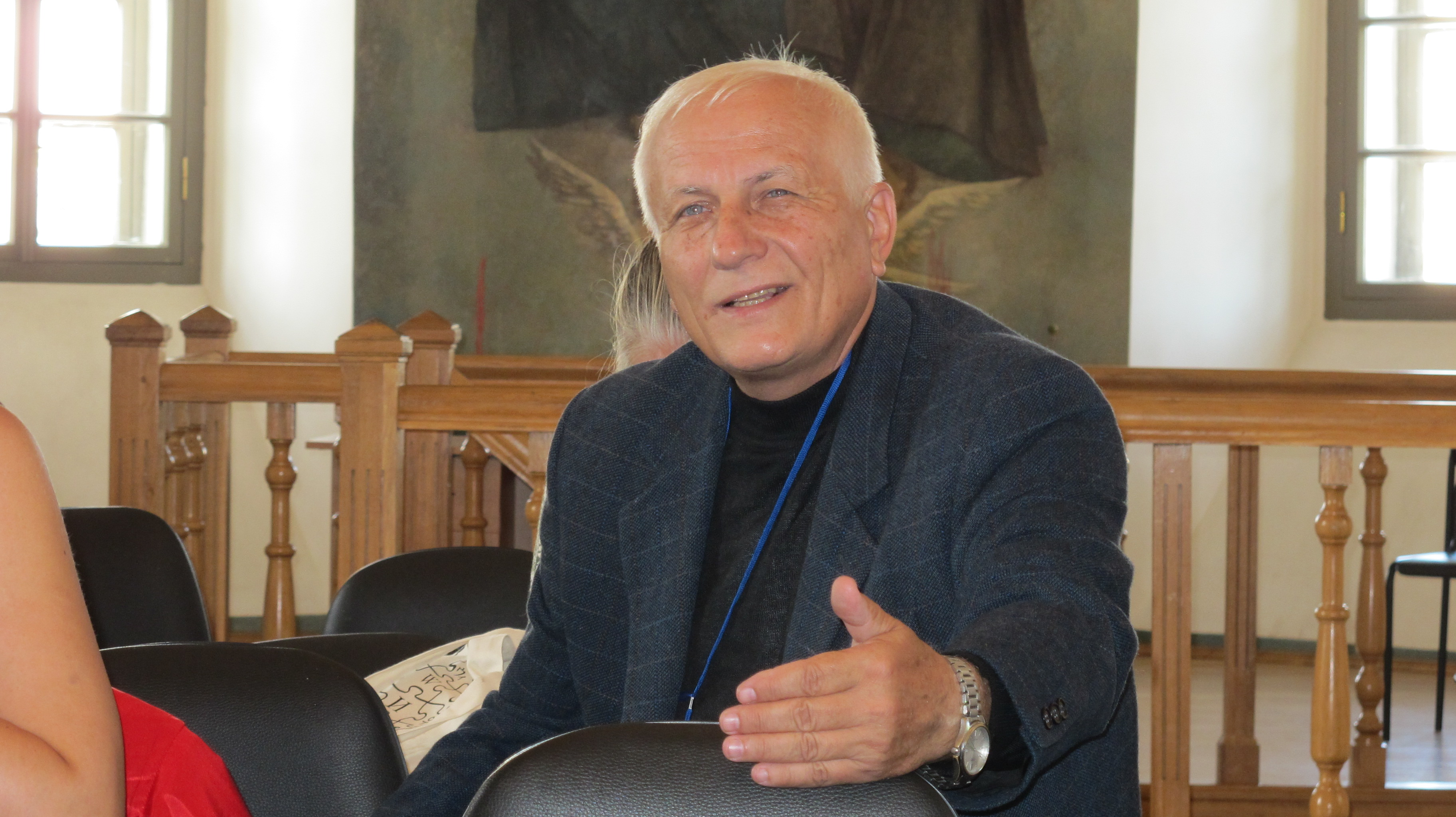
Володимир Білецький — голова Донецького обласного ТУМ ім. Т. Г. Шевченка, гірничий інженер, доктор наук
Галина Гордасевич — член НСПУ
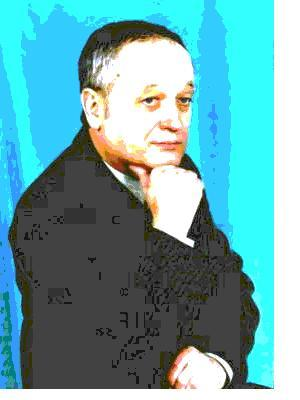
Вадим Оліфіренко — член НСПУ, депутат Київської районної ради м. Донецька, 1990-ті роки
Оліфіренко Світлана Миколаївна — відмінник освіти України
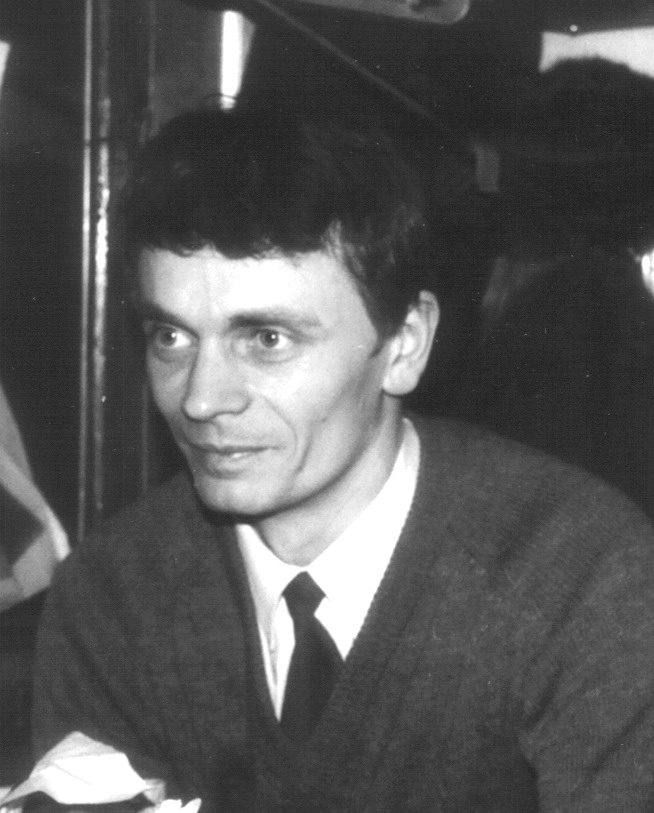
Ілля Шутов — громадський діяч, юрист
Лаврів Петро — правозахисник, краєзнавець
Микола Удод — юрист, науковець, Голова Вінницької КО НРУМикола Удод — юрист, науковець, Голова Вінницької КО НРУ
Тищенко Микола Анатолійович, очолював Виконавчий комітет Донецької Крайової організації
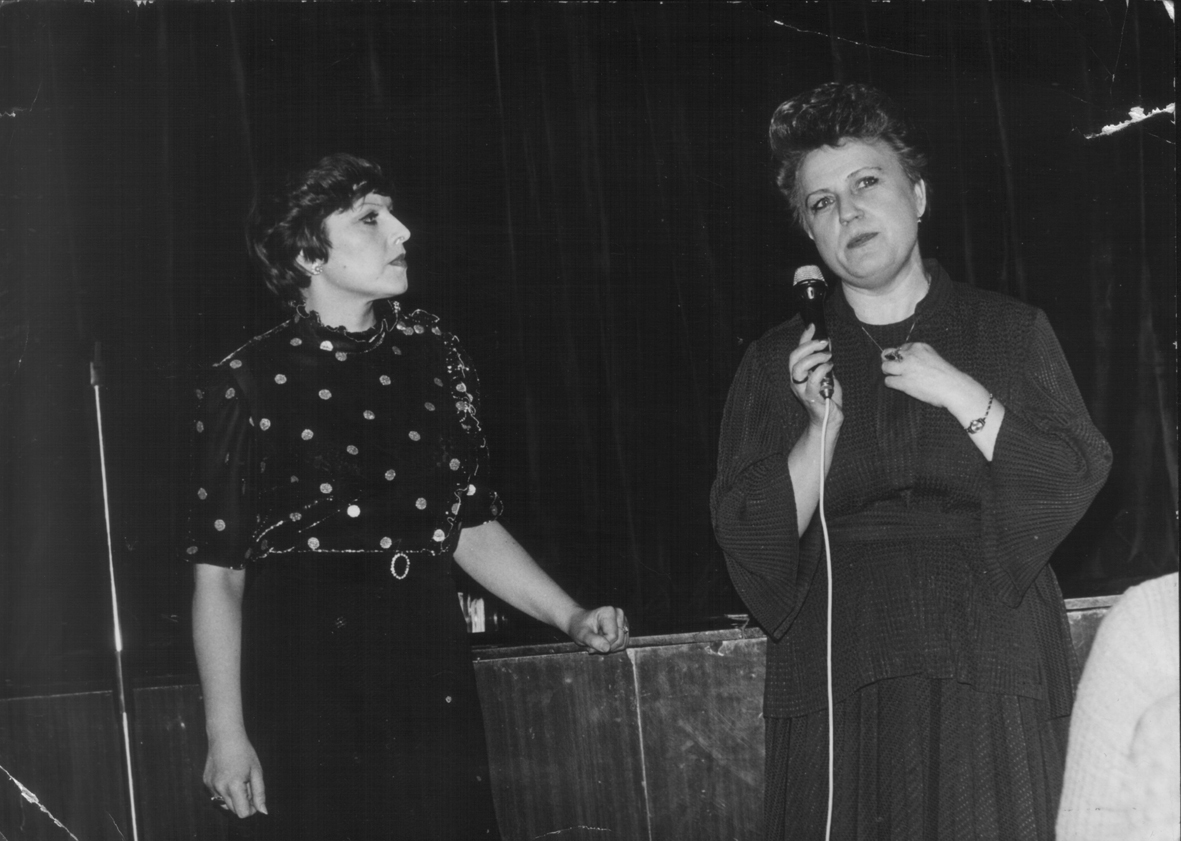
Валентина Тиха — співголова ДТУМ ім. Тараса Шевченка, громадський діяч

## Борці за незалежність України у XX сторіччі
Алфавітний перелік членів-активістів НРУ Донеччини, які відповідно до закону (http://zakon3.rada.gov.ua/laws/show/314-19 [Архівовано 21 лютого 2020 у Wayback Machine.]) є борцями за незалежність України у ХХ сторіччі
- Арбузов Олександр
- Володимир Білецький
- Бойко Володимир
- Бражник Микола
- Бутко Геннадій
- Грушко Володимир Манілович
- Гордасевич Галина
- Заєць Богдан (м. Білицьке)
- Жовніренко Микола Григорович
- Кононенко Віктор Прокопович
- Кузьмін Сергій (м. Білицьке)
- Лавріва (Скрентович) Марія — член ОУН, учасник УПА — псевдо «Олеся», «Звенислава», окружний провідник ОУН Станіславщини, окружна жіноцтва Станіславщини, зв'язкова обласного проводу ОУН i кур'єр до Крайового проводу, керівник обласної жіночої сітки Юнацтва, з березня 1944 — жіночої сітки ОУН. В березні 1945 арештована. Засуджена на 15 років каторги.
- Лаврів Петро член ОУН, учасник УПА — псевдо «Добромир»
- Лапшина Тамара(м. Білицьке)
- Ліпницький Дмитро Харитонович
- Лубін Сергій Анатолійович
- Луців Степан Ілліч (м. Білицьке)
- Мазанов Володимир
- Мельниченко Микола Миколайович
- Оліфіренко Вадим Володимирович
- Оліфіренко Світлана Миколаївна
- Пасько Ігор Трохимович
- Познанська Віра
- Ребрик Володимир
- Рожко Олександр
- Тищенко Микола Анатолійович
- Тиха Валентина Леонтіївна
- Удод Микола Васильович
- Шевченко Віктор Іванович
- Шутов Ілля Якимович
- Шутов Яким Якимович
- Шутова (Іллєнко) Надія Іванівна